# 복소수 벡터 다발
미분기하학에서 복소수 벡터 다발(複素數vector다발, 영어: complex vector bundle)은 올이 복소수 벡터 공간의 구조를 갖추는 매끄러운 벡터 다발이다.

## 정의
매끄러운 다양체 {\displaystyle M} 위의 (실수) 매끄러운 벡터 다발 {\displaystyle E\twoheadrightarrow M} 위의 복소구조는 다음과 같은 벡터 다발 사상이다.
- {\displaystyle J\colon E\to E}
- {\displaystyle J^{2}=-1}

따라서, 임의의 {\displaystyle x\in M}에서, {\displaystyle E}의 올 {\displaystyle E_{x}}에 다음과 같은 유한 차원 복소수 벡터 공간의 구조를 줄 수 있다.
{\displaystyle (a+\mathrm {i} b)=(a+bJ)v}
복소구조를 갖춘 매끄러운 벡터 다발을 복소수 벡터 다발이라고 한다.

## 연산

### 켤레 벡터 다발
매끄러운 다양체 {\displaystyle M} 위의 복소수 벡터 다발 {\displaystyle (E,J)}이 주어졌을 때, {\displaystyle (E,-J)} 역시 복소수 벡터 다발이다. 이를 {\displaystyle (E,J)}의 켤레 복소수 벡터 다발(영어: conjugate complex vector bundle)이라고 하며, 보통 {\displaystyle {\bar {E}}}로 표기한다.
켤레 복소수 벡터 다발의 천 특성류는 다음과 같다.
{\displaystyle \operatorname {c} _{k}({\bar {E}})=(-)^{k}\operatorname {c} _{k}(E)}

### 복소화
매끄러운 다양체 {\displaystyle M} 위의 (실수) 매끄러운 벡터 다발 {\displaystyle E}가 주어졌다고 하자. 그렇다면,
{\displaystyle E^{\mathbb {C} }=E\oplus E}
{\displaystyle J={\begin{pmatrix}0&-1\\1&0\end{pmatrix}}\colon E^{\mathbb {C} }\to E^{\mathbb {C} }}
를 정의할 수 있으며, 이는 복소수 벡터 다발을 이룬다. 이를 {\displaystyle E}의 복소화(영어: complexification)라고 한다.
실수 벡터 다발의 복소화 {\displaystyle E^{\mathbb {C} }}의 경우, 항상 {\displaystyle E^{\mathbb {C} }\cong {\overline {E^{\mathbb {C} }}}}이다. 즉, 스스로의 켤레와 동형이 아닌 복소수 벡터 다발은 실수 벡터 다발의 복소화가 될 수 없다.

## 추가 구조

#### 에르미트 계량
복소수 매끄러운 벡터 다발 {\displaystyle \pi \colon E\twoheadrightarrow M} 위의 에르미트 계량(영어: Hermitian metric)은 매끄러운 벡터 다발 {\displaystyle {\bar {E}}^{*}\otimes _{\mathbb {R} }E^{*}}의 매끄러운 단면 가운데, 각 점 {\displaystyle x\in M}에서 {\displaystyle E_{x}} 양의 정부호 에르미트 형식을 이루는 것이다.
에르미트 계량이 주어졌다면, 켤레 벡터 다발 {\displaystyle {\bar {E}}}는 표준적으로 쌍대 벡터 다발 {\displaystyle E^{*}}과 동형이다.

### 에르미트 접속
에르미트 계량 {\displaystyle \langle -,-\rangle }를 갖춘 복소수 매끄러운 벡터 다발 {\displaystyle E\twoheadrightarrow M} 위의 벡터 다발 접속 {\displaystyle \nabla }
이 주어졌다고 하자. 만약 임의의 두 매끄러운 단면 {\displaystyle s,t\in \Gamma ^{\infty }(M,E)}에 대하여,
{\displaystyle \mathrm {d} \langle s,t\rangle =\langle \nabla s,t\rangle +\langle s,\nabla t\rangle }
가 성립한다면, 이 접속을 에르미트 접속(영어: Hermitian connection)이라고 한다.
다양체는 정의에 따라 파라콤팩트 공간이므로, 모든 복소수 벡터 다발은 (하나 이상의) 에르미트 접속을 갖는다. (물론, 이는 일반적으로 유일하지 않다.)

## 성질
접다발이 복소수 벡터 다발의 구조를 갖춘 매끄러운 다양체를 개복소다양체라고 한다.
매끄러운 다양체 {\displaystyle M} 위의 복소수 벡터 다발 {\displaystyle E}가 주어졌으며, 또한 {\displaystyle M} 자체가 복소다양체를 이룬다고 하자. 이 경우, {\displaystyle E}와 {\displaystyle M}의 복소구조는 서로 호환될 필요는 없다. 다만, 서로 호환되는 경우를 정칙 벡터 다발이라고 한다.
복소수 벡터 다발에 대하여 천 특성류와 오일러 특성류를 정의할 수 있다.

## 같이 보기
- 정칙 벡터 다발
- K이론

## 참고 문헌
- Kobayashi, Shoshichi (1987). 《Differential geometry of complex vector bundles》 (PDF). Publications of the Mathematical Society of Japan (영어). Princeton University Press.